# Hans Gruhne
Hans Gruhne (Berlijn, 5 augustus 1988) is een Duits roeier. Gruhne maakte zijn debuut tijdens de wereldkampioenschappen roeien 2007 met een bronzen medaille in de dubbel-vier. Een jaar later werd Gruhne vierde tijdens de Olympische Zomerspelen 2008 in de dubbel-vier. Op de wereldkampioenschappen roeien 2011 won Gruhne de wereldtitel in de dubbel-vier. Bij Gruhne zijn tweede Olympische optreden werd hij olympisch kampioen in de dubbel-vier.

## Resultaten
- Wereldkampioenschappen roeien 2007 in München  in de dubbel-vier
- Olympische Zomerspelen 2008 in Peking 4e in de dubbel-vier
- Wereldkampioenschappen roeien 2010 in Cambridge 4e in de dubbel-vier
- Wereldkampioenschappen roeien 2011 in Bled  in de dubbel-twee
- Wereldkampioenschappen roeien 2014 in Amsterdam 5e in de dubbel-twee
- Wereldkampioenschappen roeien 2015 in Aiguebelette-le-Lac  in de dubbel-vier
- Olympische Zomerspelen 2016 in Rio de Janeiro  in de dubbel-vier

1976: Wolfgang Güldenpfennig & Rüdiger Reiche & Karl-Heinz Bußert & Michael Wolfgramm ·
1980: Frank Dundr & Carsten Bunk & Uwe Heppner & Martin Winter ·
1984: Albert Hedderich & Raimund Hörmann & Dieter Wiedenmann & Michael Dürsch ·
1988: Agostino Abbagnale & Davide Tizzano & Gianluca Farina & Piero Poli ·
1992: André Willms & Hajek & Steinbach & Stephan Volkert] ·
1996: André Steiner & Stephan Volkert & Andreas Hajek & André Willms ·
2000: Agostino Abbagnale & Alessio Sartori & Rossano Galtarossa & Simone Raineri ·
2004: Nikolai Spinev & Igor Kravtsov & Aleksei Svirin & Sergej Fedorovstev ·
2008: Michał Jeliński & Marek Kolbowicz & Adam Korol & Konrad Wasielewski ·
2012: Karl Schulze & Philipp Wende & Lauritz Schoof & Tim Grohmann ·
2016: Karl Schulze & Philipp Wende & Lauritz Schoof & Hans Gruhne ·
2020: Dirk Uittenbogaard & Abe Wiersma & Tone Wieten & Koen Metsemakers ·
2024: Koen Metsemakers & Tone Wieten & Finn Florijn & Lennart van Lierop